# Linha Toyotetsu Atsumi

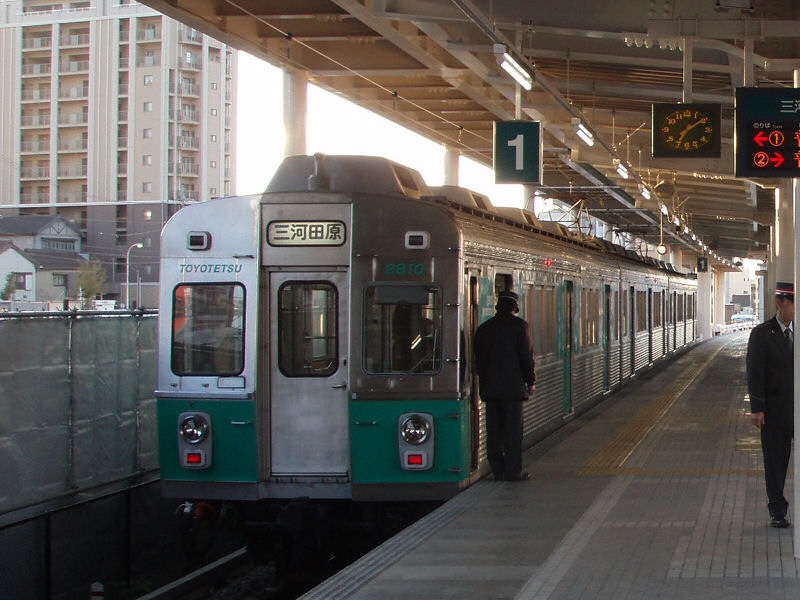
Trem da Toyotetsu na estação Shin-Toyohashi

A Linha Atsumi (渥美線, Atsumi-Sen) é uma linha ferroviária operada pela companhia férrea Toyotetsu (豊鉄) e liga a Estação Shin-Toyohashi em Toyohashi  a Estação Mikawa-Tahara em Tahara, ambas na província de Aichi.
A linha começou a ser operada em 22 de Janeiro de 1924.

## Estações
| Estação          | Japonês      | Distância de Shin-Toyohashi (km) | Baldeação | Localização | Localização |
| Estação          | Japonês      | Distância de Shin-Toyohashi (km) | Baldeação | Cidade      | Província   |
| ---------------- | ------------ | -------------------------------- | --- | ----------- | ----------- |
| Shin-Toyohashi   | 新豊橋駅     | 0.0                              | Linhas Tokaido,Iida e Tokaido Shinkansen (Estação de Toyohashi); Linha Meitetsu Nagoya (Estação de Toyohashi) Linha Azumada (Estação Ekimae) | Toyohashi   | Aichi       |
| Yagyu-bashi      | 柳生橋駅     | 1.0                              | | Toyohashi   | Aichi       |
| Koike            | 小池駅       | 1.7                              | | Toyohashi   | Aichi       |
| Aichidaigaku-mae | 愛知大学前駅 | 2.5                              | | Toyohashi   | Aichi       |
| Minami-Sakae     | 南栄駅       | 3.2                              | | Toyohashi   | Aichi       |
| Takashi          | 高師駅       | 4.3                              | | Toyohashi   | Aichi       |
| Ashihara         | 芦原駅       | 5.3                              | | Toyohashi   | Aichi       |
| Ueta             | 植田駅       | 6.3                              | | Toyohashi   | Aichi       |
| Mukougaoka       | 向ヶ丘駅     | 7.1                              | | Toyohashi   | Aichi       |
| Ōshimizu         | 大清水駅     | 8.5                              | | Toyohashi   | Aichi       |
| Oitsu            | 老津駅       | 10.7                             | | Toyohashi   | Aichi       |
| Sugiyama         | 杉山駅       | 12.7                             | | Toyohashi   | Aichi       |
| Yagumadai        | やぐま台駅   | 14.0                             | | Tahara      | Aichi       |
| Toshima          | 豊島駅       | 15.6                             | | Tahara      | Aichi       |
| Kambe            | 神戸駅       | 17.1                             | | Tahara      | Aichi       |
| Mikawa-Tahara    | 三河田原駅   | 18.0                             | | Tahara      | Aichi       |